# Max Dehn

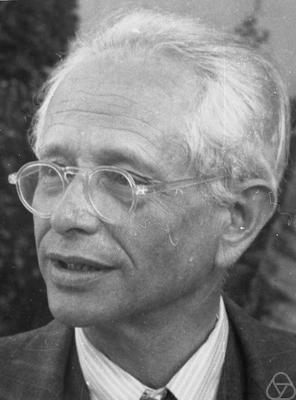
Max Wilhelm Dehn, etwa 1945

Max Wilhelm Dehn (* 13. November 1878 in Hamburg; † 27. Juni 1952 in Black Mountain, North Carolina) war ein deutsch-amerikanischer Mathematiker. Er löste als erster eines (das dritte) von Hilberts 23 mathematischen Problemen.

## Leben
Max Dehn wurde in eine jüdische Familie in Hamburg geboren. Er besuchte dort das Wilhelm-Gymnasium, wo er zu Michaelis 1896 das Reifezeugnis erhielt. Anschließend studierte er Mathematik in Freiburg und Göttingen. In Göttingen wurde er bei David Hilbert mit der Dissertation Die Legendreschen Sätze über die Winkelsumme im Dreieck im Jahr 1900 promoviert. 1901 habilitierte er sich an der damaligen „Akademischen Lehranstalt“ in Münster und war dort an der Westfälischen Wilhelms-Universität bis 1911 Privatdozent. In dieser Habilitationsschrift löste er als erster eines (das dritte) von Hilberts 23 mathematischen Problemen, allerdings war seine Darstellung wenig durchsichtig und kompliziert und wurde von Weniamin Kagan und Hugo Hadwiger vereinfacht und vervollständigt. Ab 1911 war er außerordentlicher Professor an der Christian-Albrechts-Universität zu Kiel und zusätzlich ab 1913 ordentlicher Professor an der Technischen Hochschule Breslau. Von 1915 bis 1918 leistete er Heeresdienst. Ab 1921 war er Professor in Frankfurt am Main.
Aufgrund der Machtergreifung der Nazis wurde er 1935 entlassen und fand nach den Judenverfolgungen der Reichskristallnacht Unterschlupf  bei Willy Hartner. Er flüchtete 1939 aus Deutschland zunächst nach Kopenhagen, dann nach Trondheim und schließlich in die USA. Dort fand er aufgrund der vielen emigrierten Wissenschaftler keine Stelle und nahm schließlich nach kurzfristigen Stellen an der Idaho Southern University (jetzt Idaho State University), dem Illinois Institute of Technology sowie am St. John’s College in Annapolis (Maryland) eine Stelle am Künstler-College Black Mountain College an, wo er der einzige Mathematiker war.

## Werk
Hilberts drittes Problem hat seinen Ausgangspunkt darin, dass zwar eine elementare Theorie des Inhalts geradlinig begrenzter Figuren in der zweidimensionalen euklidischen Geometrie nach Euklid entwickelt werden kann (das heißt ohne Verwendung von Grenzprozessen der Infinitesimalrechnung nur durch Zerlegung und Zusammensetzung aus Grundelementen wie Dreiecken), die Bemühungen der Mathematiker eine solche in drei Dimensionen zu entwickeln aber gescheitert waren. Dehn fand in drei Dimensionen zusätzlich zum Volumen eine weitere Invariante bei Polyedern, die bei elementaren Zerlegungs- und Zusammensetzungsprozessen erhalten bleibt (Dehn-Invariante). In diese Invariante gehen die Winkel benachbarter Seiten des Polyeders und die Kantenlängen ein. Er konnte dann zeigen, dass diese bei inhaltsgleichen Würfeln und Tetraedern verschieden war, womit gezeigt wurde, dass sie nicht durch elementare Operationen ineinander überführt werden konnten. Das Problem war schon vor Dehn 1896 von dem französischen Mathematiker Raoul Bricard behandelt und auf ähnliche Weise „fast“ gelöst worden (Dehn kannte Bricards Arbeit und zitierte sie).
Dehn schrieb mit Poul Heegaard eine der ersten systematischen Übersichten über Topologie (damals Analysis Situs genannt) in der Enzyklopädie der mathematischen Wissenschaften 1907. Ausgehend von topologischen Fragen beschäftigte er sich auch mit kombinatorischer Gruppentheorie, wo er 1911 das Wortproblem für endlich erzeugte Gruppen formulierte: gibt es einen Algorithmus, um zu entscheiden, ob ein Wort (Produkt von Generatoren) äquivalent zur Identität ist? 1955 wurde durch Pjotr Sergejewitsch Nowikow gezeigt, dass das Problem im Allgemeinen unentscheidbar ist. Im selben Aufsatz formulierte er auch weitere Probleme wie das Isomorphismusproblem.
1910 erschien eine Arbeit, in der Dehn einen Beweis für einen grundlegenden Satz der Knotentheorie gab (dass ein Knoten trivial ist, wenn die Fundamentalgruppe des Komplements des Knotens zyklisch ist), der sich später (Hellmuth Kneser 1929) als lückenhaft erwies. Das beim Beweis benutzte Lemma von Dehn wurde erst 1957 durch Christos Papakyriakopoulos bewiesen, mit neuen Methoden, die auch die Topologie dreidimensionaler Mannigfaltigkeiten neu beflügelten. Einige grundlegende Techniken in der Topologie niedrigdimensionaler Mannigfaltigkeiten sind nach Dehn benannt (Dehn-Twist, Dehn-Chirurgie).
Neben seinen grundlegenden Arbeiten zur Geometrie und Topologie war er auch intensiv an der Geschichte der Mathematik interessiert, insbesondere in seiner Frankfurter Zeit, wo er mit Carl Ludwig Siegel und anderen ein entsprechendes Seminar leitete.

## Namensgeber
- Dehn-Chirurgie
- Dehn-Invariante
- Dehn-Twist
- Dehns Lemma
- Satz von Dehn-Nielsen-Baer
- Dehn-Funktion

## Schriften
- Max Dehn: Papers on group theory and topology. Springer 1987. (Herausgeber John Stillwell)